# Casa real
Casa real, casa regia o Casa de Su Majestad son denominaciones convencionales de la casa de un rey o soberano de una monarquía hereditaria; en el sentido que engloba al conjunto de su familia (familia real) y servidumbre. También se entiende como la prolongación en el tiempo (antepasados y descendientes) y en el espacio (distintos reinos) de los miembros de esa casa, es decir, la totalidad de una dinastía (dinastía real).
Los servidores personales del rey, ennoblecidos desde la Edad Media con el ejercicio de los oficios de Corte, terminaron generando en el Antiguo Régimen una burocracia cada vez más abundante y compleja (lo que en los Estados contemporáneos es el gobierno y la función pública), que pasó a ser una oportunidad de ascenso social y de prestigio (Iglesia, mar o Casa real). La atracción de la aristocracia (que muy a menudo se identificaba con las familias emparentadas, en teoría o de hecho, con la familia real -pares de Francia, grandes de España, lores-) a la corte real terminó por hacer necesario diferenciar entre Casa y Corte del rey (en la Monarquía Hispánica existía la institución denominada Sala de Alcaldes de Casa y Corte).
El conjunto de las casas reales de los distintos reinos en el sentido de dinastías, incluyendo las ramas laterales no reinantes e incluso a los pretendientes a tronos vacantes (en países que han dejado de tener rey —la mayor parte de los países del mundo—), siempre que gocen de algún reconocimiento de alguna de las casas reales, se conoce como realeza.
El apellido que se hace seguir al nombre propio de los miembros de una casa real, y el mismo nombre de esta, es muy variable: puede ser un apellido familiar (Casa de Estuardo, Casa de Bernadotte, Casa de Osmán, Casa de Saud  , Casa de Grimaldi , Casa Alauí), pero lo más habitual es hacerlo coincidir con el territorio sobre el que se reina o se aspira a reinar (Casa de Borgoña, Casa de Grecia); pero en muchas ocasiones se conserva, por cuestiones de prestigio o tradición, el de otros lugares donde se reinó, el del solar original de la casa (Casa de Valois, Casa de Trastámara, Casa de Habsburgo, Casa de York, Casa de Tudor, Casa de Borbón, Casa de Saboya). En ocasiones, se altera el nombre de la casa real por cuestiones meramente políticas (Casa de Windsor).

## Ejemplos
La casa de Sajonia-Coburgo-Gotha, por ejemplo, se originó en Alemania como familia ducal y electoral. Hoy, no tiene ningún estatus en Alemania, pero diversas ramas se sientan sobre varios tronos europeos, incluyendo los del Reino Unido y de Bélgica. Los monarcas anteriores de Portugal y de Bulgaria también pertenecieron a esta casa, aunque no relacionados de cerca, como descendieron de diversas ramas, algunos de ellos con márgenes de siglos. Los nombres reales de las casas en Europa se toman del padre; en caso de que una reina reinante case a su príncipe con una princesa de otra casa, sus hijos (y por lo tanto los monarcas subsecuentes) pertenecen a su casa. Así la reina Victoria de Gran Bretaña perteneció a la casa de Hannover, pero los descendientes nacidos de su marido, el príncipe Alberto de Sajonia-Coburgo-Gotha, son miembros de esa casa. (El nombre se cambió por el de Windsor en 1917). Esto se ha incumplido recientemente; los hijos de las reinas reinantes en los Países Bajos y Luxemburgo han conservado su asociación materna con la casa y en el Reino Unido, descendientes de su marido, el príncipe Felipe de la reina Isabel II de Grecia y Dinamarca, seguirá siendo oficialmente Windsor, aunque son técnicamente de Schleswig-Holstein-Sonderburg-Glücksburg. Otra manera por la que la casa real de un país dado puede cambiar es cuando se invita a un príncipe extranjero a que ocupe un trono vacante. Esto ocurrió con la muerte de la reina sin hijos Anne de la casa de Estuardo: le sucedió un príncipe de la casa de Hannover que era su pariente más cercano. La casa de Schleswig-Holstein-Sonderburg-Glücksburg gobierna en Noruega y ha gobernado en Grecia, porque los monarcas de esas naciones eran inicialmente príncipes invitados de Dinamarca, que es una rama cadete de esa casa.
Debido al desarrollo de países una vez en el imperio británico en reinos soberanos en una unión personal, la casa de Windsor ha gobernado sobre 32 países; 16 permanecen con la monarquía compartida (conocida como los reinos de la Commonwealth), mientras que los otros ahora están debajo de una diversa casa real, o tienen repúblicas convertidas. De todos los europeos, la mayor parte de las familias reales del mundo realmente no tienen nombres de familia y los que los han adoptado los utilizan raramente. Son referidos en lugar de otro por sus títulos, a menudo relacionado con un área gobernada o gobernada una vez por esa familia. El nombre de una casa real no es un apellido; es una manera conveniente de identificación para los individuos de una dinastía.

## Casas reinantes
- Arabia Saudita: Casa de Saúd
- Baréin: Casa de Jalifa
- Bélgica: Casa de Sajonia-Coburgo y Gotha (rama de la Casa de Wettin)
- Brunéi: Casa de Bolkiah
- Bután: Casa de Wangchuck
- Catar: Casa de Thani
- Camboya: Casa de Norodom
- Dinamarca: Casa de Schleswig-Holstein-Sonderburg-Glücksburg (rama de la Casa de Oldemburgo)
- Emiratos Árabes Unidos: Casa de Nahayan
- España: Casa de Borbón
- Esuatiniː Casa de Dlamini
- Japón: Dinastía Yamato (Casa Imperial de Japón)
- Jordania: Casa Hachemita
- Kuwait: Casa de Sabah
- Lesoto: Casa de Moshoeshoe
- Liechtenstein: Casa de Liechtenstein
- Luxemburgo: Casa de Nassau-Weilburg (rama de la Casa de Nassau) y Borbón-Parma (rama de la Casa de Borbón)
- Malasia: nueve familias reales distintas
- Marruecos: Casa Alauí
- Mónaco: Casa de Grimaldi
- Noruega: Casa de Schleswig-Holstein-Sonderburg-Glücksburg (rama de la Casa de Oldemburgo)
- Países Bajos: Casa de Orange-Nassau (rama de la Casa de Nassau)
- Omán: Casa de Said
- Reino Unido y Reinos de la Commonwealth: Casa de Windsor (rama de la Casa de Sajonia-Coburgo-Gotha)
- Samoa: Casa de Tupua y Casa de Malietoa
- Suecia: Casa de Bernadotte
- Tailandia: Casa de Chakri
- Tonga: Casa de Tupou

## Reinos extintos o depuestos
- Acaya: Príncipe de Acaya, Casa de Villehardouin, Casa de Avesnes, Casa de Anjou-Sicilia, Casa Aragón-Mallorca-Barcelona
- Afganistán: Barakzai y dinastía Durrani
- Albania: Casa de Zogu, Casa de Saboya (de facto no reconocido)
- Alemania: Casa de Hohenzollern (línea de Prusia)
- Anhalt-Dessau: Casa de Ascania
- Anhalt-Köthen: Casa de Ascania
- Anhalt-Zerbst: Casa de Ascania
- Aragón: Casa de Aragón, Casa de Jimena, Casa de Barcelona, Casa de Trastamara, Casa de Austria, Casa de Borbon
- Armenge-Manreau: Casa de Armenge-Manreau
- Armenia: Dinastía Bagratuni
- Araucanía y Patagonia: Casa de Tounens
- Asturias: Dinastía astur-leonesa
- Austria: Casa de Habsburgo-Lorena
- Baden: Casa de Zähringer
- Baviera: Dinastía agilolfinga; Casa de Wittelsbach
- Bizancio o Imperio Bizantino: Dinastía Constantiniana; Dinastía valentiniana, dinastía de León o tracia, Dinastía justiniana, Dinastía heracliana, Dinastía isáurica, Dinastía frigia, Dinastía macedonia, Comneno-Ducas, Casa de los Ángeles, Casa de Ducas-Láscaris, Casa de los Paleólogos
- Brunswick: Casa de Hannover (rama de la Casa de Welf, línea de la Casa de Este)
- Bulgaria: Clan Dulo, Dinastía Krum, Dinastía Cometopulo, Dinastía Asen, Dinastía Terter, Dinastía Shishman, Dinastía osmanlí, Casa de Battenberg, Casa de Wettin (rama Sajonia-Coburgo-Gotha)
- Bohemia: Casa de Premysl, Casa de Luxemburgo, Dinastía Jagellón, Casa de Wittelsbach, Casa de Habsburgo y Casa de Habsburgo-Lorena
- Brasil: Casa de Braganza
- Busseto: Pallavicino
- Castilla: Dinastía Jimena, Casa de Borgoña, Casa de Trastamara, Casa de Austria
- China:  Dinastía Xia, Dinastía Shang, Dinastía Zhou, Dinastía Qin (familia del Imperio Manchú), Dinastía Han, Dinastía Jin, Dinastía Sui, Dinastía Tang,  Dinastía Liao,  Dinastía Song,  Dinastía Xia Occidental, Dinastía Yuan o Dinastía Khan, Dinastía Ming, Dinastía Qing
- Chipre: Casa de Lusignan; Casa de Antioquía-Lusignan y Casa de Cornaro (Catalina I Cornaro).
- Estados de la Commowealth británica, que mantienen como Jefe del Estado, al monarca del Reino Unido: Casa de Windsor
- Corea: dinastía Joseon (Yi)
- Croacia: Dinastía Trpimirović, Casa de Árpad, Casa Přemyslid, Casa de Anjou-Sicilia, Casa Jagellon, Casa Wittelsbach, Casa de Luxemburgo, Casa de Zapolya, Familia Hunyadi, Casa Habsburgo, Casa de Habsburgo-Lorena, Casa Karađorđević, Casa de Saboya
- Egipto: Dinastía Muhammad Alí
- Etiopía: Dinastía Zagüe; Dinastía Tewodros; Dinastía Zagwe; Dinastía Tigré; Dinastía Salomónica (depuesta en 1974), Casa de Saboya (de facto, no reconocido)
- Ferrara, Módena & Reggio: Casa de Este; luego Casa de Austria-Este (rama de la  Casa de Habsburgo-Lorena)
- Francia: Dinastía Merovingia, Dinastía Carolingia, Casa de los Capetos ramas incluidas: Casa de Valois (extinta en 1589), Casa de Borbón (real) y Casa de Orleans (real), Casa de Bonaparte (imperial)
- Finlandia: Dinastía Vasa, Palatinado-Zweibrücken, Ramas de la Casa de Oldemburgo: Casa de Romanov-Holstein-Gottorp, Casa de Holstein-Gottorb; Casa de Hesse-Kassel
- Galicia: Dinastía astur-leonesa, Dinastía Jimena, Casa de Borgoña (Castilla)
- Georgia: Dinastía Bagrationi
- Grecia: Casa de Wittelsbach, Casa de Schleswig-Holstein-Sonderburg-Glücksburg (rama de la Casa de Oldemburgo)
- Hesse y el Rin: Casa de Hesse-Darmstadt
- Hawái: Casa de Kamehameha
- Honduras: Dinastía Yax Kuk Mo
- Hungría: Casa de Árpad, Casa de Anjou-Sicilia, Casa de Jagellon, Casa de Luxemburgo, Casa de Zápolya, Casa de Habsburgo-Lorena
- Irán (Persia): Dinastía Pahlavi
- Irak:  Hachemita
- Israel: Casa de David
- Italia: Casa de Saboya
- León: Dinastía astur-leonesa, Dinastía Jimena, Casa de Borgoña
- Libia: Al Sanussi
- Lippe: Casa de Lippe
- Lituania: Casa Gediminidas, Casa de Jagellon, Casa de Valois, Casa de Poniatowski, Dinastía Leszczyński, Casa de Wettin, Casa de Wiśniowiecki, Casa de Vasa, Duque de Urach (Rama de la Casa de Wurtemberg)
- Lombardía: Dinastía Agilolfinga rama Lombarda
- Madagascar: dinastía Merina
- Maldivas: dinastía Huraa
- Mecklemburgo-Schwerin: Casa de Mecklemburgo (dinastía Nikloting)
- Mecklemburgo-Strelitz: Casa de Mecklemburgo (dinastía Nikloting)
- México: Casa de Iturbide y  Casa de Habsburgo-Lorena
- Mirandola: Pico della Mirandola
- Montferrato: Casa de Gonzaga
- Montenegro: Casa de Petrović, Casa Real de Karađorđević
- Nápoles y las Dos Sicilias: Casa de Borbón (rama de la Casa de los Capetos)
- Reino de Navarra: Casa de Arista-Iñiga Dinastía Jimena, Casa de Champaña, Casa de Capeto, Casa de Évreux, Casa de Foix, Casa de Albret, Casa de Trastámara, Casa de Austria, Casa de Borbón, Casa de Bonaparte
- Nepal: Dinastía Shah
- Nicea: Láscaris, Dinastía de los Ducas, Dinastía Paleólogo
- Oldemburgo: Casa de Oldemburgo
- Parma, Piacenza & Guastalla: Casa de Farnesio; luego Casa de Borbón, línea de Capeto
- Perú: Hanan Qusqu
- Polonia: Dinastía Piast, Dinastía Jogalia, Casa de Valois, Casa de Vasa, Casa de Wiśniowiecki, Dinastía Leszczyński, Casa de Poniatowski, Casa de Wettin
- Portugal: Casa de Borgoña, Dinastía de Avís, Casa de Austria (unión dinástica con España), Casa de Braganza, Casa de Braganza Sajonia-Coburgo y Gotha
- Persia (Irán): Dinastía aqueménida, Dinastía sasánida, Dinastía kayar, Dinastía safawi
- Prusia: Casa de Hohenzollern; véase Imperio alemán
- Reino del Palatinato: Casa de Wittelsbach
- Reuss: Casa de Reuss
- Rumania: Casa de Rumania, Casa de Hohenzollern-Sigmaringen
- Rusia: Casa de Godunov (Boris I), Casa de Romanov-Holstein-Gottorp (rama de la Casa de Oldemburgo), Casa de Rurikovich
- Sarawak: Dinastía Brooke
- Sajonia: Casa de Wettin
  - Sajonia-Altenburg (Ernestino)
  - Sajonia-Coburgo-Gotha (rama Ernestina)
  - Sajonia-Meiningen y Hildburghausen: Casa de Wettin (rama Ernestina)
  - Sajonia-Weimar-Eisenach (Gran Duque de Sajonia, rama Ernestina)
  - Sajonia (Reino de Sajonia, rama de Albertina)
- Schaumburg-Lippe: Casa de Lippe
- Serbia y Reino de Yugoslavia: Casa de Obrenović, Casa de Karadjordjevic
- Schleswig-Holstein: Casa de Schleswig-Holstein-Sonderburg-Augustenburg (rama de la Casa de Oldemburgo)
- Schwarzburg-Sondershausen y Schwarzburg-Rudolstadt: Casa de Schwarzburgo
- Sicilia: Casa de Hohenstauffen; Casa de Borbón
- Sri Lanka: chatría, dinastía solar (suria wamsa) y dinastía lunar (chandra wamsa)
- Toscana: Casa de Médici, Casa de Habsburgo-Lorena
- Turquía: Dinastía osmanlí o Dinastía otomana
- Tesalónica y Imperio Tesalonico: Aleramici, Dinastía Ángelo, Dinastía Comneno Ducas
- Vietnam: Dinastía Nguyen
- Waldeck-Pyrmont: Casa de Waldeck-Pyrmont
- Westfalia: Casa de Bonaparte
- Wied: Casa de Wied
- Wurtemberg: Casa de Wurtemberg
- Yawnghwe (Birmania): Kanbawza
- Yemen: Al Qasimi
- Yucatán: Casa Xiú
- Zimbabue: Munhumutapa, línea de sangre que aún sobrevive en algunos reinos del sur de África.